# Interstate 10
I-10 eller Interstate 10 är en väg, Interstate Highway, i USA. Den är landets sydligaste och går från kust till kust. Den börjar i Santa Monica, Kalifornien och slutar i Jacksonville, Florida. Motorvägen går genom delstaterna: Kalifornien, Arizona, New Mexico, Texas, Louisiana, Mississippi, Alabama och Florida.